# Te amaré por siempre
Te amaré por siempre (en hangul, 천만번 사랑해; romanización revisada, Cheonmanbeon saranghae), es una serie de televisión surcoreana emitida por SBS desde el 29 de agosto de 2009, hasta el 7 de marzo de 2010,  protagonizada por Lee Soo-kyung, Jung Gyu-woon, Go Eun-mi, Ryu Jin y Lee Si-young.

## Argumento
Baek Sae-hoon (Ryu Jin) y su esposa, Lee Sun-young (Go Eun-mi) son un matrimonio que desea tener un hijo, por años han tratado de concebir, pero no hay tenido éxito. Por otro lado, Go Eun-nim (Lee Soo-kyung) es una joven cuyo padre, necesita urgentemente un trasplante de hígado, ya que su hermanastra mayor Oh Nam-jung (Park Soo-jin), quien es la única que comparte grupo sanguíneo con su padre, se niega a ayudarlos.
Por consejo de su suegra, y sin que se entere su esposo, Sun-young decide tener a su hijo a través de una madre sustituta. Eun-nim, quien está desesperada por salvar a su padre, no tiene más remedio que alquilar su vientre anónimamente, siendo ella la que tendrá al hijo Sun-young y Sae-hoon. Eun-nim decide mantener su embarazo en secreto, pero las cosas se complican cuando se enamora de Baek Kang-ho (Jung Gyu-woon), el hermano menor de Sae-hoon.

## Reparto

### Personajes principales
- Lee Soo-kyung como Go Eun-nim.
- Jung Gyu-woon como Baek Kang-ho.[1]
- Go Eun-mi como Lee Sun-young.
- Ryu Jin como Baek Sae-hoon.

### Personajes secundarios
Familia Go
- Kil Yong-woo como Go In-duk.
- Lee Mi-young como Park Ae-rang.
- Park Soo-jin como Oh Nan-jung.
- Lee Joo-shil como Choi Shim-duk.
- Baek Jin-hee como Go Eun-jung.

Familia Baek
- No Young-kook como Baek Il.
- Lee Hwi-hyang como Son Hyang-sook.
- Sa Mi-ja como Ji Ok-sun.
- Lee Di-el como Baek Yoo-bin.

Familia Lee
- Kim Chung como Kim Chung-ja.
- Bang Eun-hee como Yoon So-wol.
- Kim Heechul como Lee Chul.

Reparto extendido
- Lee Si-young como Hong Yeon-hee.
- Kwon Eun-ah como So Geum-ja.
- Kim Jin-soo como PD Bong.
- Jin Ye-sol como Park Soo-jung.
- Park Young-ji como President Park.
- Min Ji-oh

## Banda sonora
- Título: 천만번 사랑해 OST
- Artista: Varios Artistas
- Género: Banda Sonora Original
- Idioma: coreano
- Distribuidor: Neowiz Internet Co., Ltd.

### Parte 1
- Artista: Varios Artistas
- Fecha de lanzamiento: 6 de octubre de 2009
  - Love Light - Jewelry S
  - I Cry - Lee Hyun Woo
  - Loving You a Thousand Times - Beige
  - I love - Lee Dae Ho
  - Love Light (Inst.)
  - I Cry (Inst.)
  - Loving You a Thousand Times (Inst.)
  - I love (Inst.)
  - Sponge Band (스폰지밴드) - We Like... (우리 이대로)

### Parte 2
- Artista: Varios Artistas
- Fecha de lanzamiento: 30 de junio de 2009
  - Chobyeol - Heechul
  - Our Yidaero - SPONGE BAND
  - Words From The Chest - Beige
  - Blue - Young
  - I Said I Love You - Young
  - Chobyeol (Inst.)
  - Our Yidaero (Inst.)
  - Words From The Chest (Inst.)
  - I Said I Love You (Inst.)

### Parte 3
- Artista: Varios Artistas
- Fecha de lanzamiento: 22 de enero de 2010
  - Sick - Big Momma (Lee Young Hyun)
  - Still (Duet ver.) (Feat. Young) - Lee Yoo Chul
  - Still (Solo ver.) - Lee Yoo Chul
  - Sick (Inst.)
  - Still (Inst.)

## Emisión internacional
- Bolivia: Unitel (2015).
- Bulgaria: Diema Family (2011).
- Costa Rica: Teletica.
- Ecuador: Teleamazonas (2016).
- El Salvador Canal 77 Usulután (2017)
- Estados Unidos: Pasiones (2014).
- Filipinas: TV5 (2012).
- Hong Kong: Mei Ah Drama (2010).
- Panamá : TVN (2015).
- Perú: Panamericana (2015).
- Taiwán: GTV (2010).
- Vietnam: HTV3 (2014).